# Massjukiella
Massjukiella is een geslacht van korstmossen behorend tot de familie Teloschistaceae. 

## Geslachten
Volgens Index Fungorum telt het geslacht acht soorten (peildatum januari 2023):
| Soortnaam                   | Auteur(s)                                                                                     | Publicatiejaar |
| --------------------------- | --------------------------------------------------------------------------------------------- | -------------- |
| Massjukiella alaskana       | (J.W. Thomson) S.Y. Kondr., Fedorenko, S. Stenroos, Kärnefelt, Elix, Hur & A. Thell           | 2012           |
| Massjukiella impolita       | (Arup) S.Y. Kondr.                                                                            | 2020           |
| Massjukiella nowakii        | (S.Y. Kondr. & Bielczyk) S.Y. Kondr., Fedorenko, S. Stenroos, Kärnefelt, Elix, Hur & A. Thell | 2012           |
| Massjukiella pollinarioides | (L. Lindblom & D.M. Wright) S.Y. Kondr.                                                       | 2020           |
| Massjukiella rusavskioides  | S.Y. Kondr. & Hur                                                                             | 2020           |
| Massjukiella stellata       | (Wetmore & Kärnefelt) S.Y. Kondr.                                                             | 2020           |
| Massjukiella tenax          | (L. Lindblom) S.Y. Kondr.                                                                     | 2020           |
| Massjukiella tenuiloba      | (L. Lindblom) S.Y. Kondr.                                                                     | 2020           |